# Giovanni Battista Fontana
Giovanni Battista Fontana (Brescia, 2e helft 16e eeuw (ca. 1571) - Padua, ca. 1630) was een Italiaans violist en componist. Hij wordt gezien als een der vooraanstaande virtuozen van zijn tijd, en als uitvinder van de kamersonate. 
Na zijn dood (hij overleed aan de pest) verschenen in 1641 in Venetië 18 sonates voor viool (solo-, duo- en trio-vioolsonates,  kornetsonate, fagotsonate, luitsonate, cellosonate) van zijn hand.
- Biblioteca Nacional de España: XX1736090
- Bibliothèque nationale de France: cb13894017h (data)
- Gemeinsame Normdatei: 133145271
- International Standard Name Identifier: 0000 0000 8010 1653
- Library of Congress Control Number: n82043173
- Nationale Bibliotheek van Letland: 000067309
- MusicBrainz: 6c685349-1f88-497a-b0e3-407d1bc9a761
- Nationale Bibliotheek van Tsjechië: jn20030922028
- Nationale Bibliotheek van Israël: 987007387914205171
- Nederlandse Thesaurus van Auteursnamen: 104176938
- Istituto Centrale per il Catalogo Unico: SBLV173473
- SNAC: w66707qd
- Système universitaire de documentation: 147026881
- Trove: 1205581
- Virtual International Authority File: 104240392
- WorldCat: E39PBJc3KgTXFPpcm4QMXKj9jC